# Edwige de Brunswick-Wolfenbüttel
Edwige de Brunswick-Wolfenbüttel (9 février 1595 à Wolfenbüttel – 26 juin 1650 à Szczecinek), est une princesse de Brunswick-Wolfenbüttel par la naissance et duchesse de Poméranie par mariage.

## Biographie
Edwige est la fille de Henri-Jules de Brunswick-Wolfenbüttel (1564-1613) de son second mariage avec Élisabeth de Danemark (1573-1626), la fille aînée du roi Frédéric II de Danemark. Elle est une sœur de Christian de Brunswick, "l'évêque fou d'Halberstadt".
Edwige se marie le 7 février 1619 à Wolfenbüttel à Ulrich de Poméranie (1589-1622), évêque de Cammin. La fête de mariage est très coûteuse. Le mariage ne dure que trois ans et reste sans enfant. Ulrich est décédé à l'âge de 33 ans, à la suite de sa forte consommation d'alcool. Parmi l'entourage de la duchesse figure Christophe de Hoym, qui devient plus tard le maréchal du dernier duc de Poméranie, Bogusław XIV de Poméranie.
Après la mort de son mari, elle s'installe dans son douaire à Szczecinek, où elle vit dans le château pendant 28 ans. Elle conserve le raffinement de la cour auquel elle a été habituée à Wolfenbüttel et Cammin. En 1649, elle emploie 65 personnes. Elle porte des vêtements de deuil pour le reste de sa vie, et se consacre à la charité. Elle organise les secours aux pauvres et fait d'importants dons à l'église locale.
Hedwige est décrite comme courageuse, belle et sage. Elle a un talent pour le luth et est l'auteur d'hymnes. Elle a probablement écrit l'Auf, Zion auf, Tochter säume nicht. Au cours de sa vie, presque tous ses frères et sœurs sont morts, la Maison de Poméranie s'est éteinte et pendant la Guerre de Trente Ans, les suédois et les troupes Impériales ravagent et confisquent son territoire. Ses plaintes à ses cousins le roi Christian IV de Danemark et la reine Christine de Suède sont infructueuses. En 1630, elle fuit à Bobolice pour échapper à la peste. En 1631, elle nomme Gregor Lagus, qui est recteur de l'école latine à Kołobrzeg comme prévôt de Szczecinek, malgré l'opposition du duc Bogislaw XIV. Lagus devient l'un des principaux co-auteur d'un livre sur Évangélique de l'éducation. En 1640, elle fonde une école, qui plus tard est nommé d'après elle.
En 1642, Edwige est blessée lors d'un raid par les nobles polonais Barthélemy Tarno de Strączno, Pipilowski de Czarnków et le voïvode Melchior Weiher de Chełmno. La tentative de prise d'otage est probablement liée à ses négociations pour recevoir un héritage. Dans sa dernière volonté elle nomme l'électeur Frédéric-Guillaume Ier de Brandebourg, en sa qualité d'héritier.
Hedwig est morte de la variole en 1650, à l'âge de 56 ans. Elle est finalement enterrée dans la crypte ducale de Poméranie à Rügenwalde en 1654.